# Traquis
Traquis (en grec antic Τραχίς) era una ciutat del districte de Mèlida al sud de Tessàlia, prop del golf Malíac, a l'oest de el pas de les Termòpiles. La seva comarca fou coneguda com a Traquínia. Era a l'oest de les Termòpiles i en una plana al peu de la muntanya Oeta. Com que dominava l'accés a les Termòpiles era de gran importància estratègica. Heròdot diu que era no lluny del riu Melas i que l'Asop també neix a la regió, al sud de la ciutat. La colònia d'Heraclèia a poca distància (sis estadis), la va substituir.
Homer l'esmenta a la Ilíada, al «Catàleg de les naus», sota el nom de Trequine, com a part del territori administrat per Aquil·les.
És també l'escenari de la tragèdia de Sòfocles Les Traquínies. Traquinia estava governada per Ceix i allí es va dirigir Hèracles des de Tirint fugint d'Euristeu. Hèracles i Deianira van morir les afores. Segons la llegenda, Hèracles va ser incinerat al cim del mont Eta, situat a uns 20 quilòmetres a l'oest de la ciutat.

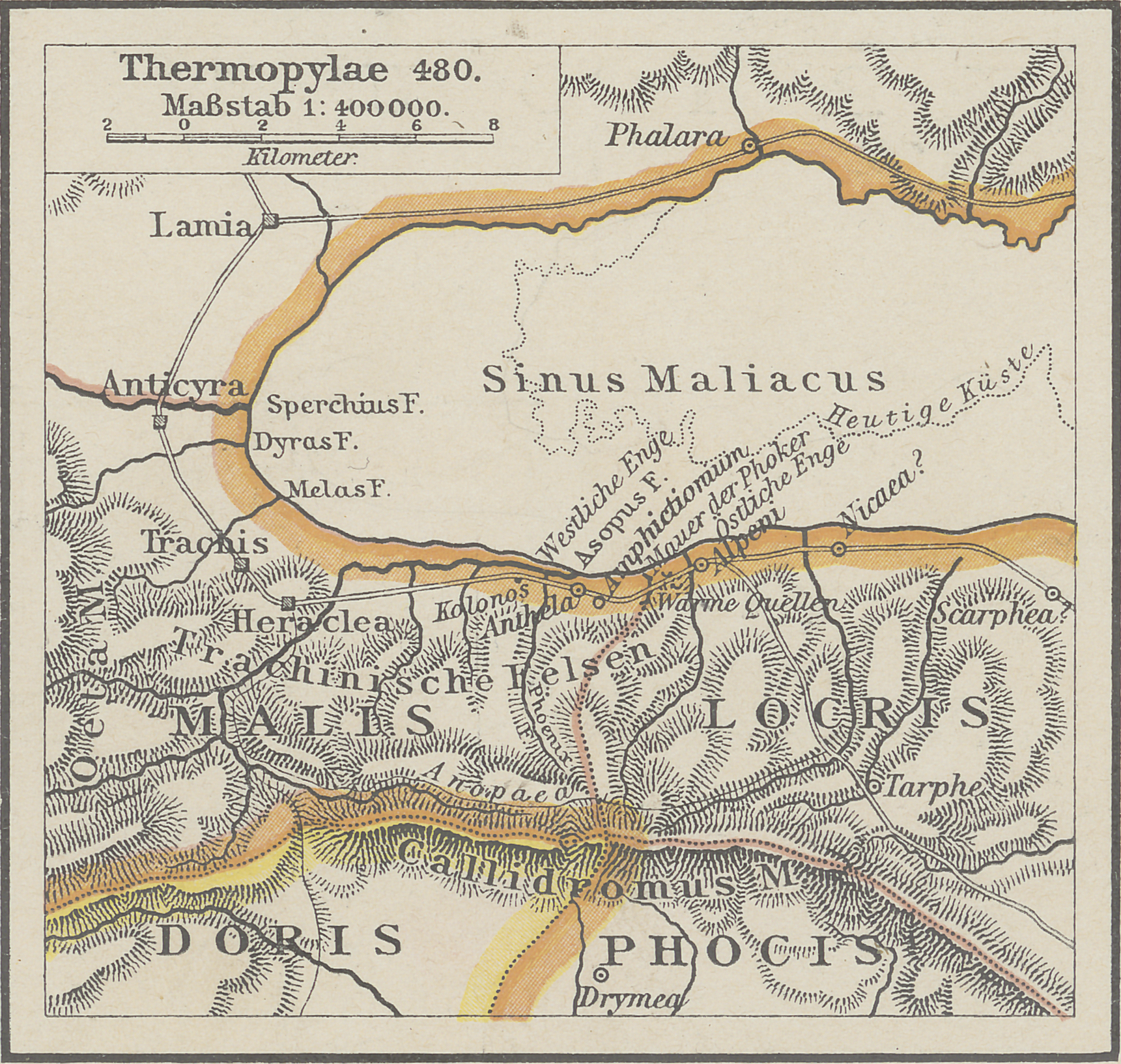
Mapa de la zona de les Termòpiles que mostra les ubicacions de Traquis i d'Heraclea Traquínia.

Els lacedemonis hi van fundar una colònia el 426 aC, al sisè any de la guerra del Peloponès. Els habitants de la regió patien sovint els atacs dels muntanyencs Oetans i havien demanat ajut a Esparta, que no va dubtar a establir-hi una colònia; Esparta va convidar altres estats a enviar-hi colons i 10000 grecs d'arreu es van establir a la nova colònia, que es va dir Heraclèia. Des de llavors la regió fou coneguda com a Traquínia Heraclèia i la colònia anomenada sovint Heraclèia de Phthiotis perquè el districte fou separat de Mèlida i inclòs al de Phthiotis. Els colons van construir un port proper a les Termòpiles.
La colònia no va prosperar perquè tot i la protecció d'Esparta fou atacada pels tessalis, que els veien com a invasors, i d'altra banda l'administració espartana, com en altres llocs, fou corrupta. El 420 aC els colons foren derrotats per les tribus tessàlies i el governador espartà Xenares va morir en la lluita. Esparta no va poder enviar ajut i al cap de pocs mesos, els beocis, per por que la colònia no acabes en mans d'Atenes, la van ocupar; el governador espartà interí fou destituït i acusat de corrupció; més tard, però els lacedemonis van recuperar la colònia que Beòcia va retornar. l'hivern del 409 aC al 408 aC Heraclèia i els lacedemonis foren completament derrotats per les tribus i 700 ciutadans van morir a la lluita. Fins acabada la guerra del Peloponès la ciutat no es va poder recuperar i va començar a créixer i esdevenir important. Fou llavors la seu del govern espartà a la part nord de Grècia. El 399 aC el lacedemoni Herippides fou enviat a dirimir la lluita partidista a la ciutat, i va aconseguir eliminar l'oposició antiespartana i també va fer fugir als hostils veïns traquinis i oetans cap a les muntanyes. El 395 aC els tebans, sota la direcció del demòcrata Ismènies de Tebes, van ocupar la ciutat i van matar la guarnició espartana, i van donar o retornar la ciutat als antics habitants oetans i traquínis de la regió.
Jàson de Tessàlia va destruir les fortificacions i es va assegurar el domini de la regió que li podia obrir les portes de Grècia. Més tard, Heraclèia va passar a mans de la Lliga Etòlia.
Després de la derrota del rei selèucida Antíoc a les Termòpiles el 191 aC, Heraclèia fou assetjada pel cònsol romà Acilius Glabrio, que la va ocupar després de vint-i-quatre dies i els etolis es van retirar a la ciutadella. Els romans van ocupar un cim de roca igual d'alt que la ciutadella i molt proper i els etolis es van rendir.